# Techniek

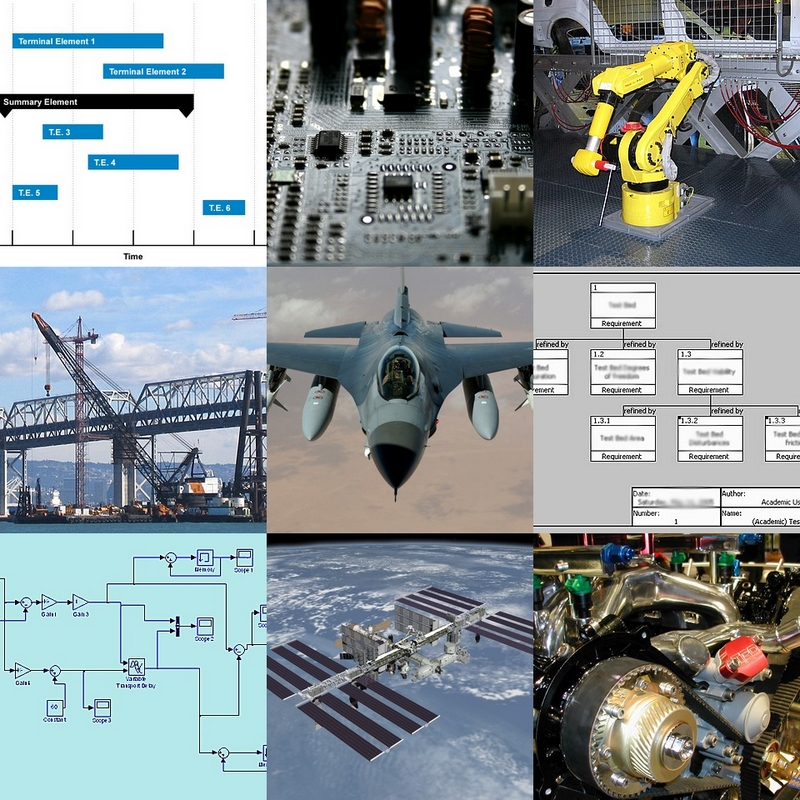
Enige hightechvormen van techniek

Het begrip techniek wordt in verschillende betekenissen gebruikt:
- Het geheel van materiële zaken als voorwerpen, meubels, apparaten, dat niet tot de natuur behoort maar eens door de mens is uitgevonden, verwant met uitvinding.
- Het op systematische manier toepassen van nieuwe natuurwetenschappelijke of andere georganiseerde kennis ten behoeve van praktische doeleinden, verwant met technologie.
- Een bepaalde aangeleerde vaardigheid in het werk, sport of spel of in het huishouden om een bepaalde activiteit te verrichten, verwant met gestructureerd handelen.
- Techniek heeft te maken met het ontwerpen en bouwen van computers, mobiele telefoons, wolkenkrabbers, en andere bouwwerken, verwant met bouwkunst.
- Een vak in het onderwijs over het maatschappelijk functioneren van techniek, over technische ontwikkelingen, over de pijlers van techniek als materie, energie en informatie, over in de relatie tussen techniek en natuurwetenschappen, over de technieken om techniek voort te brengen, en of het zelf praktisch bezig te zijn op dit gebied.
- Een tak van wetenschap naast de geesteswetenschap, de natuurwetenschap, en de sociale wetenschap, verwant met technische wetenschappen.

## Geschiedenis
De geschiedenis van de technologie is de historie van de uitvinding van gereedschap en technologie. Nieuwe kennis en techniek heeft ons in staat gesteld nieuwe dingen te ontwikkelen, maar technologie heeft de wetenschap in staat gesteld nieuwe gebieden te verkennen.
De technologische groei van de mensheid is nauw verwant met het verloop van de geschiedenis. Ging technologische ontwikkeling in het begin nog langzaam, tegenwoordig gaan de ontwikkelingen razendsnel. De band tussen technologie en de ontwikkeling van de maatschappij is niet alleen innig en wederzijds versterkend, maar ook wederzijds versnellend.

## Onderwerpen

### Relatie met de wetenschap
Wetenschap en techniek liggen in elkaars verlengde: wetenschap is het onderzoeken en modelleren van de natuur; techniek is het toepassen van de door de wetenschap verschafte wetmatigheden en inzichten om bepaalde effecten te bereiken.
In bepaalde takken van wetenschappelijk onderzoek wordt de natuur gemanipuleerd als onderdeel van het onderzoek. Wetenschap en techniek zijn dan onlosmakelijk met elkaar verweven. Dit is bijvoorbeeld het geval bij het fundamenteel onderzoek van de materie met behulp van deeltjesversnellers. De Nederlandse ingenieur Simon van der Meer won in 1984 de Nobelprijs voor de natuurkunde op grond van zijn prestatie die vooral technisch maar ook wetenschappelijk baanbrekend was.

### Relatie met kunst
Kunst en techniek liggen ook in elkaars verlengde: techniek komt van het Griekse woord technè dat kunst betekent. Een vakman kan een bepaalde techniek 'als methode' beheersen, bijvoorbeeld glasblazen, op een wijze dat het kunstig is. De resultaten van zijn 'techniek' zijn dus voorwerpen van kunst. Een kunstenaar is dus eigenlijk primair een technicus. Een kunstschilder moet als basis het schilderen als techniek beheersen. Het onderscheid dat gemaakt wordt tussen kunstenaar en technicus betreft de creativiteit. Bij de moderne technicus wordt het creatieve proces bijna onzichtbaar door de toegepaste wetenschap, productiemethoden, efficiëntie en doelgerichtheid. Voorafgaande aan, maar ook tijdens, een technisch project worden vaak methodes zoals brainstorm toegepast waar duidelijk creatieve momenten aanwezig zijn.
Bij aanvang van een technisch project, wordt eerst gezocht naar de voorwaarden waaraan het te maken object moet voldoen, de specificaties. Voorwaarden kunnen zijn: het beschikbare budget, de wensen van de toekomstige gebruikers, ethiek (het feit dat iets gemaakt kan worden, betekent niet dat het dus ook gemaakt moet worden) de fysieke of technische beperkingen.
Aan het eind van het project zal de technicus moeten aantonen dat zijn product aan de specificaties voldoet.

### Relatie met natuurkunde en wiskunde
In de techniek worden allerlei wetten van onder andere de natuurkunde en de wiskunde gebruikt om oplossingen te vinden. Waar nodig wordt de statistiek en de wetenschappelijke methode te hulp geroepen om tot een werkbare oplossing te komen. Als verschillende oplossingen mogelijk zijn, dan proberen technici een afweging te maken tussen de verschillende ontwerpkeuzes en de oplossing te kiezen die het best past bij de specificaties. Technici proberen zich voor te stellen hoe een technisch object zich zal gedragen als het gebouwd is. Hulpmiddelen die gebruikt worden zij daarbij onder andere: computersimulaties, destructieve testen en duurtesten. Middels dit soort tests probeert de technicus zich zo goed mogelijk te verzekeren dat het object zich net zo zal gedragen als voorspeld.
Het begrip techniek wordt in de politiek, sport en op andere terreinen ook wel gebruikt met als betekenis "bekwame uitvoering".

## Technisch ontwerpen
Technisch ontwerpen is bijna altijd het zoeken naar het optimum bij tegenstrijdige eisen en omstandigheden. Daarbij kunnen de volgende zaken een rol spelen: afmetingen, vorm, gewicht, prijs, levensduur, onderhoudsvriendelijkheid, uiterlijk (mode!), lokale gewoonten, beschikbaarheid van geprefabriceerde onderdelen, gebruiksvriendelijkheid, veiligheid, milieueisen, transporteerbaarheid en, vanzelfsprekend, productieproblemen en beschikbare ontwerptijd.
Indien een geheel nieuw product wordt ontworpen dan moeten soms meerdere wegen uitgeprobeerd en weer verlaten worden, waarbij al zoekend een oplossing wordt gevonden die op de relevante onderdelen acceptabel is.

## Vormen van techniek
Zie ook Technische wetenschappen voor een overzicht van de kennisgebieden binnen de techniek.
- Autotechniek
- Chemische technologie
- Civiele techniek
- Computertechniek
- Elektrotechniek
- Engineering
- Geotechniek
- Grafische techniek
- Informatietechnologie
- Installatietechniek
- Koeltechniek
- Luchtvaarttechniek
- Meet- en regeltechniek
- Metaalbewerking
- Procestechniek